# مرغداری دباغ
مرغداری دباغ یک منطقهٔ مسکونی در ایران است که در دهستان شمس‌آباد (دزفول) واقع شده‌است. مرغداری دباغ ۲۷۱ نفر جمعیت دارد.